# Imatinib
Imatinib je učinkovina iz skupine zaviralcev receptorskih tirozin kinaz, ki se uporablja za zdravljenje kronične mieloične levkemije, gastrointestinalnega stromalnega tumorja (GIST) in nekaterih drugih vrst raka. Razvilo ga je farmacevtsko podjetje  Novartis in ga v Evropi, Avstraliji in Latinski Ameriki dalo na tržišče pod zaščitenim imenom Glivec, v Kanadi, ZDA in Južni Afriki pa kot Gleevec. Sedaj so na tržišču že tudi generična zdravila z imatinibom, na primer Imatinib Teva in Meaxin.

## Uporaba
Imatinib se uporablja za zdravljenje kronične mieloične levkemije, gastrointestinalnega stromalnega tumorja (GIST) in nekaterih drugih vrst raka.

### Kronična mieloična levkemija
Imatinib je bil prvo usmerjeno zdravilo pri zdravljenju kronične mieloične levkemije (KML). Klinična raziskava, ki je primerjala učinkovitost imatiniba v primerjavi z dotlej uveljavljenim zdravljenjem z interferonom alfa in citarabinom ter pokazala, da je bilo zdravljenje z imatinibom učinkovito pri veliko večjem deležu bolnikov. Bolniki so zdravilo tudi dobro prenašali, zmanjšala pa se je tudi verjetnost napredovanja bolezni.  Zdravilo je prejelo odobritev za zdravljenje kronične mieločne levkemije pri bolnikih s prisotnim kromosomom Filadelfija, in sicer pri katerih presaditev kostnega mozga kot zdravljenje prve izbire ne pride v poštev in z boleznijo v kronični fazi po neuspelem zdravljenju z interferonom alfa. Uporablja se tudi pri KML v pospešeni ali blastni fazi.

### Gastrointestinalni stromalni tumor
Imatinib je odobren tudi za zdravljenje gastrointestinalnega stromalnega tumorja, ki je vrsta raka želodca in črevesja in nastane z nenadzorovano rastjo celic vezivnih tkiv teh organov.

### Drugo
Imatinib je odobren tudi za zdravljenje nekaterih drugih rakavih bolezni, in sicer:
- akutne limfoblastne levkemije s prisotnim kromosomom Filadelfija
- mielodisplastičnih/mieloproliferativnih bolezni
- določenih podskupinah hipereozinofilnega sindroma (HES) ali kronične eozinofilne levkemije (KEL) (bolezni krvi, pri katerih se začnejo nenadzorovano razraščati eozinofilci)
- protuberantnega dermatofibrosarkoma (DFSP; rak podkožnega tkiva)

## Mehanizem delovanja
Imatinib deluje na določene encime, imenovane tirozin kinaze. Te so pogosto prisotne v levkemičnih celicah določenih krvnih rakov in v tumorjih GIST. 
Celice potrebujejo za preživetje signalne poti, ki jih aktivirajo beljakovine. Nekatere beljakovine v teh kaskadnih signalnih poteh uporabijo fosfatno skupino za aktivacijo. Fosforilacijo beljakovin povzročijo encimi tirozin kinaze. V zdravih celicah se tirozin kinaze »vklapljajo« in »izklapljajo« po potrebi. Če pa pride do določenih sprememb v obliki genetskih mutacij, pa tirozin kinaze ostanejo »vklopljene« ves čas in neprestano fosforilirajo tarčne beljakovine ter povzročajo razrast takih rakavih celic in preprečujejo njihovo celično smrt.
Za nastanek kronične mieloične levkemije je ključna določena genetska sprememba v belih krvničkah, in sicer pride do translokacije med kromosomoma 9 in 22, njen rezultat pa je kromosom Filadelfija.  Nastane fuzijski gen BCR-ABL1, ki je odgovoren za sintezo beljakovine bcr-abl1, le-ta pa ima lastnosti tirozin kinaze, ki s fosforilacijo aktivira znotrajcelične signalne poti in s tem sproži razmnoževanje matičnih celic, moti dozorevanje in preprečuje celično smrt. Imatinib z vezavo na mesto za adenozintrifosfat (ATP) beljakovine bcr-abl1 zavre njegovo delovanje in
tako preprečuje razrast rakavih celic. Tirozinska kinaza bcr-abl1 je prisotna le v rakavih, ne pa tudi zdravih celicah, zato deluje imatinib tarčno.
Zavira tudi določene receptorske tirozin-kinaze, na primer receptor Kit. Posledično zavira proliferacijo in inducira apoptozo v gastrointestinalnih stromalnih tumorskih (GIST) celicah, ki izražajo aktivirajočo mutacijo
Kit.

## Neželeni učinki
Hudi neželeni učinki so sorazmerno redki. Med blagimi neželenimi učinki so pogosti kožni izpuščaj, bolečine v kosteh, zastajanje tekočine v telesu, neješčnost (anoreksija), depresija in porast telesne teže. Lahko pride do zavore delovanja kostnega mozga (mielosupresija), ki se kaže kot nevtropenija, trombocitopenija oziroma anemija in lahko zahteva občasno tudi prekinitev zdravljenja.